# エイズ孤児

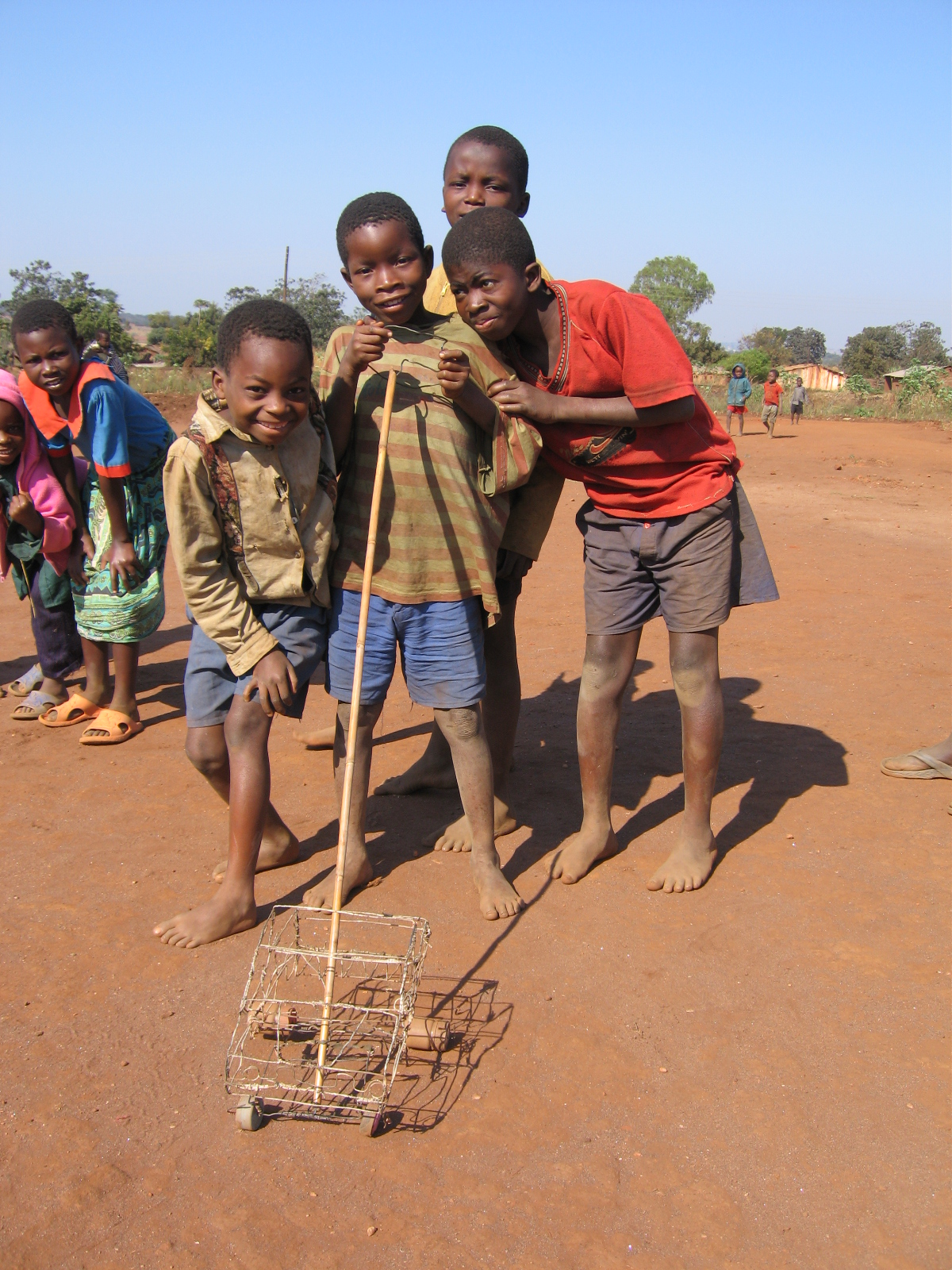
マラウィのエイズ孤児たち

エイズ孤児（エイズこじ、AIDS orphan, HIV orphan） は、
1. 両親のいずれかもしくは両方をエイズによって失った子供（孤児）
2. HIV感染、或はAIDS患者の孤児

の両方をさす。
国際連合エイズ合同計画（UNAIDS）、世界保健機構（WHO）、国際連合児童基金（UNICEF）の統計における定義では、「15歳の誕生日を迎えるまでに、母親がエイズで亡くなった子供」をさす。この定義では父親の生死は不問であり、ある研究によればエイズ孤児全体の80%は両親のうち一方は生きているとされる。
地球全体の生存HIV感染者・AIDS患者推計数は、4200万人を数える（2002年、WHO）。地球全体のエイズ孤児数は、同じ統計によれば1,300万人である。毎年7万人のエイズ孤児が発生している

## 状況
地球全体のHIV感染者・AIDS患者数4,200万人（2002年）のうち、約3,000万人は、サブサハラ（サハラ砂漠以南のアフリカ）に居住する。
HIVに感染する者の多くは性的に活発な年齢の者で、つまりは一家の大黒柱となる年齢層の人々である。エイズにより両親を失った子供は、祖父母・親戚などに預けられるが、自活の為しか余裕が無い年配者などは、苦しい生活を強いられることになり、貧困の原因となる。
エイズ孤児の為の団体があれば良いが、そうでない場合には捨て子、ストリートチルドレンなどにもなる可能性がある。特にアフリカなどで、多くの子供たちが政府の援助に依存して生活している。

### アフリカ
アフリカ全体では、エイズによる死者数は1,700万人に達する。それに伴いエイズ孤児も増え、エイズ孤児数は1,200万人に達している。エイズによる孤児の数が2007年段階で最も多いのは南アフリカで、2005年段階で孤児に占めるエイズ孤児の割合が最も高いのはジンバブエであった。
ザンビアを例にとる。同国では一人当たり国民所得は330ドル（2000年）となっている。
ザンビアでは子供を世帯主とする家族が、急激に一般的なものになりつつある。ザンビアの孤児数は120万人（2000年時点、全子供人口の1/4）で、そのうちエイズ孤児数は93万人に達する。
貧困線以下の貧困層は孤児の75%を占める。一方、両親を持つ子供の73%が貧困層である。

## 子供たちがHIVに感染する理由
子供たちは、以下のような理由からHIVに感染している。

### 母子感染
HIV感染のルートの多くは母子感染である。
子供のHIV感染のうち、母胎から胎児にウイルスが感染する場合が全体の15～30%を占めている。また母乳からの感染が全体の10～15%を占めている。

### その他の感染
その他の感染には、未成年者のセックスによるものもある。
例えば、子供たちが避妊法を知らない場合、子供のうちに結婚させられた少女が夫から感染させられる場合、子供のうちに人身売買され、買春の犠牲になっている間に感染してしまう場合などがある。

## 世界エイズ孤児デー
5月7日は「世界エイズ孤児デー」である。2002年に国連子ども特別総会が開催されたニューヨークで、エイズ孤児問題への意識を高めることを目的として宣言された。